# Natales
Natales este o comună din provincia Última Esperanza, regiunea Magallanes, Chile, cu o populație de 19.116 locuitori (2012) și o suprafață de 48974,2 km2.